# Axel Hotels
Axel Hotels — міжнародна мережа готелів, що належить іспанській компанії Axel Corp. під керівництвом Хуана П. Хулії Бланча.
Перший готель мережі був відкритий в 2003 році Барселоні (Іспанія). У 2007 році був відкритий готель в Буенос-Айресі (Аргентина), а в 2009 році — в Берліні (Німеччина).
Відома як перша ЛГБТ-та гетеро-дружня мережа готелів.

## Концепція
Ідеєю до створення готелю послужило прагнення створити місце, в якому ЛГБТ-клієнти змогли б відчувати себе вільно і не відчувати на собі погляди незадоволених постояльців готелю і грубість персоналу. Мережа Axel Hotels, за власними твердженнями, проте, не є гей-френдлі готелем, бо створена в першу чергу для ЛГБТ, але позиціонує себе як гетеро-френдлі готель і запрошує всіх клієнтів незалежно від сексуальної орієнтації.
Близько 75 % постояльців готелів Axel складають представники ЛГБТ і 25 % — гості з гетеросексуальною орієнтацією.
За результатами проведеного телеканалом Logo голосування, мережу готелів Axel Hotels була визнана лідером в області гей-туризму в номінації «Кращий готель» в 2010 році.

## Готелі мережі

### Барселона
Чотиризірковий Axel Hotel Barcelona (перший і «головний» готель мережі) був відкритий в липні 2003 року. Готель розташований в будинку XIX століття і розрахований на 66 номерів.

### Буенос-Айрес
П'ятизірковий Axel Hotel Buenos Aires був відкритий 31 жовтня 2007 року в історичному центрі аргентинської столиці — Сан-Тельмо. Готель має 48 номерів і пропонує своїм клієнтам ресторан, коктейль-бар, спа, сад з басейном і солярієм.

### Берлін
Тризірковий Axel Hotel Berlin у берлінському районі Шенеберг побудовано за проектом архітектора Ініго Ернандеса Тофе, його відкрито бургомістром Берліна Клаусом Воверайтом 17 березня 2009 року. Вартість проекту склала 13 мільйонів євро. Готель має 86 номерів, а також великий спортивний центр з сауною, лазнею, масажним кабінетом. На даху готелю встановлена велика ванна-джакузі. Також в готелі є зал для конференцій і ресторан.
Берлінський готель, на відміну від перших двох готелів мережі Axel Hotels не є власністю компанії Axel Corp., а взятий в оренду.